# Žabí hrebeň

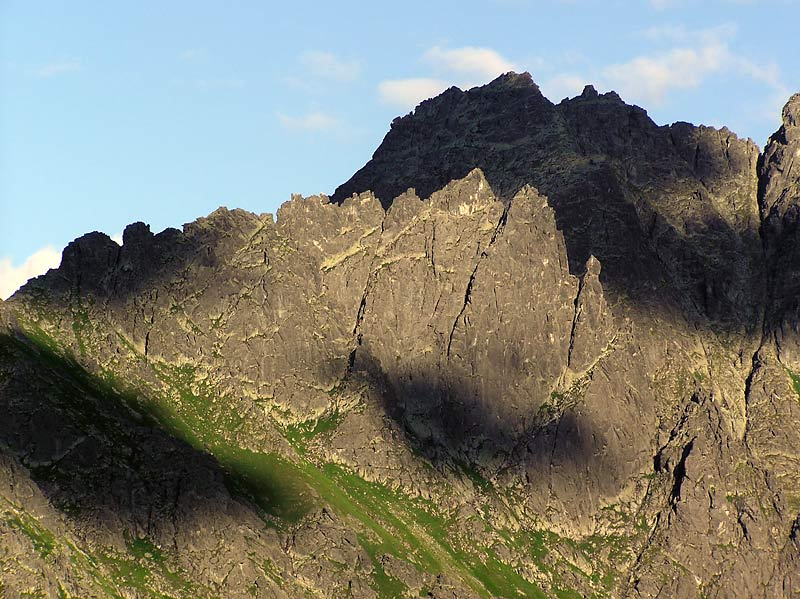
Žabí Mních vpředu, Veľký Žabí štít vzadu

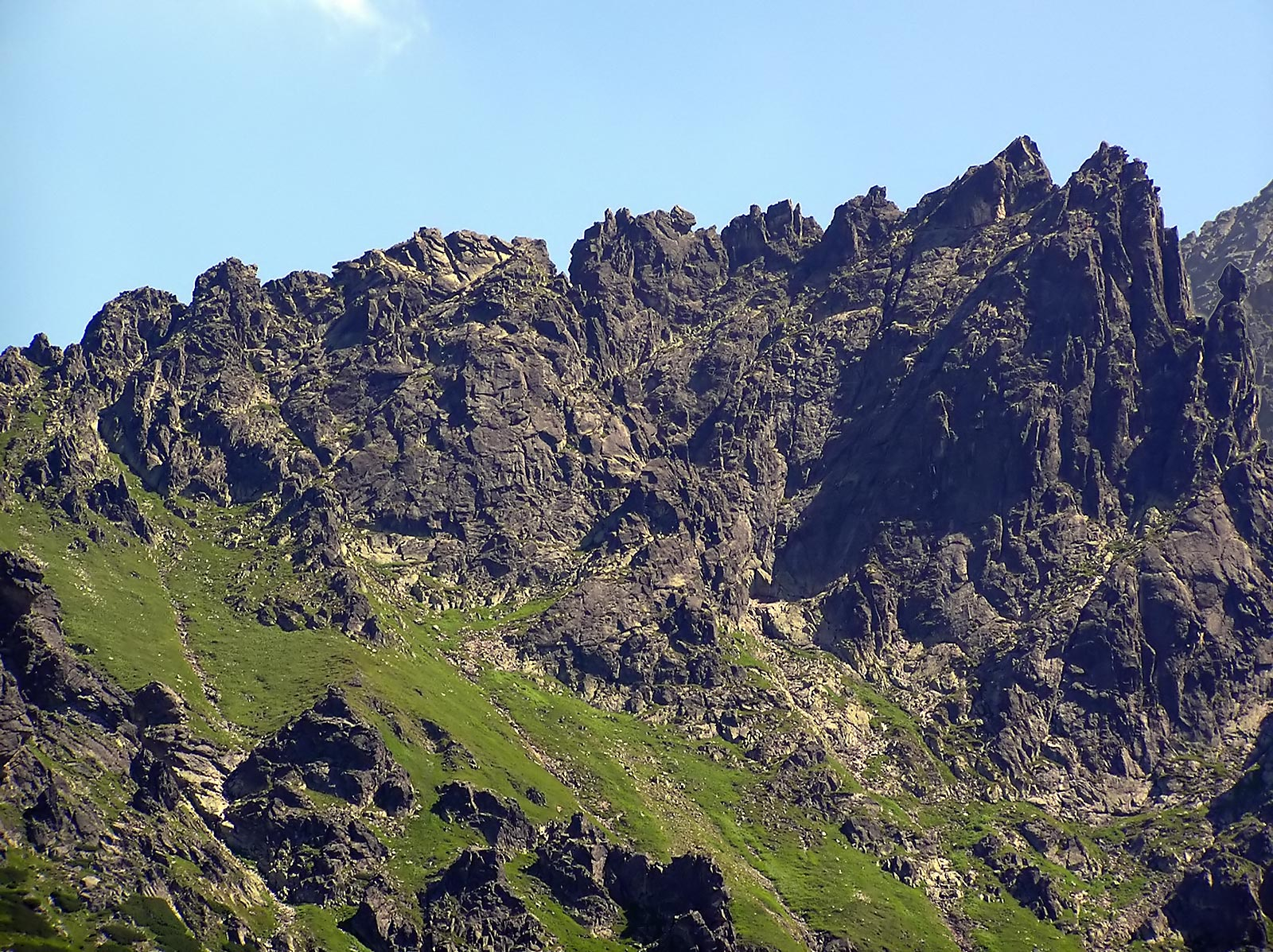
Žabie vrátka, Bielovodské sedlo, severní hřeben Žabího Mnícha

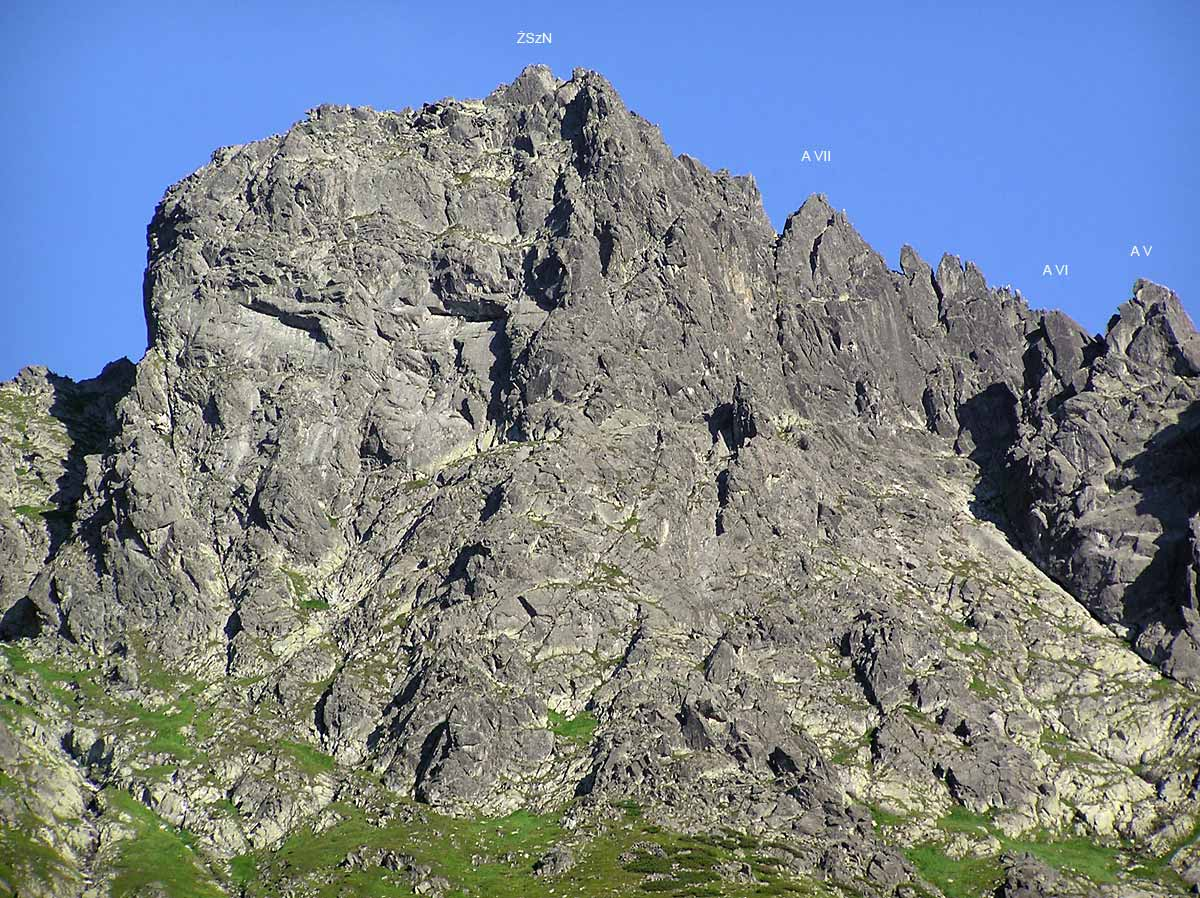
Severozápadní hřeben Malého Žabího štítu

Žabí hrebeň (polsky Żabia Grań, maďarsky Békás-gerinc, německy Froschgrat) je vedlejší hřeben ve Vysokých Tatrách na slovensko-polské státní hranici. Od severní rozsochy Rysů se odděluje poblíž Vyšné Kamzíčie štrbiny a směřuje na severozápad (později se stáčí na sever), kde klesá do Bielovodské doliny. Hřeben odděluje polskou Dolinu Rybiego Potoku na západě a slovenskou Žabí Bielovodskou dolinu na východě.

## Průběh hřebene
|  | Slovenský název               | Polský název                   | Nadmořská výška (m) | Souřadnice                       |
|  | ----------------------------- | ------------------------------ | ------------------- | -------------------------------- |
|  | Vyšná Kamzíčia štrbina        | Wyżnia Spadowa Przełączka      | 2235                | 49°11′15″ s. š., 20°05′20″ v. d. |
|  | Vyšné Bielovodské sedlo       | Białczańska Przełęcz Wyżnia    | 2085                | 49°11′20″ s. š., 20°05′11″ v. d. |
|  | Bielovodská vežička           | Białczańska Turniczka          | 2095                |                                  |
|  | Žabí Mních                    | Żabi Mnich                     | 2146                | 49°11′22″ s. š., 20°05′11″ v. d. |
|  | Vyšné Žabie vrátka            | Wyżnie Żabie Wrótka            |                     |                                  |
|  | Žabie zuby                    | Żabie Zęby                     |                     |                                  |
|  | Žabie vrátka                  | Żabie Wrótka                   | 2085                | 49°11′25″ s. š., 20°05′11″ v. d. |
|  | Zadná Bielovodská Bašta       | Zadnia Białczańska Baszta      | 2105                |                                  |
|  | Zadné Bielovodské vrátka      | Zadnie Białczańskie Wrótka     | 2085                |                                  |
|  | Prostredná Bielovodská Bašta  | Pośrednia Białczańska Baszta   | 2090                |                                  |
|  | Prostredné Bielovodské vrátka | Pośrednie Białczańskie Wrótka  | 2075                |                                  |
|  | Bielovodská Čuba              | Białczańska Czubka             | 2060                |                                  |
|  | Prostredné Bielovodské sedlo  | Pośrednia Białczańska Przełęcz | 2040                |                                  |
|  | Bielovodský hrb               | Białczańska Kopka              | 2045                |                                  |
|  | Bielovodské sedlo             | Białczańska Przełęcz           | 2024                | 49°11′34″ s. š., 20°05′05″ v. d. |
|  | Ovčie vežičky                 | Owcze Turniczky                | 2040                | 49°11′35″ s. š., 20°05′06″ v. d. |
|  | Ovčie sedlo                   | Owcza Przełęcz                 | 2038                | 49°11′41″ s. š., 20°05′05″ v. d. |
|  | Ondrejova veža                | Marusarzowa Turnia             | 2075                | 49°11′43″ s. š., 20°05′05″ v. d. |
|  | Ondrejova štrbina             | Marusarzowa Przełączka         | 2060                | 49°11′44″ s. š., 20°05′04″ v. d. |
|  | Malý Žabí štít                | Żabi Szczyt Niżni              | 2098                | 49°11′46″ s. š., 20°05′07″ v. d. |
|  | Žabia štrbina                 | Przełączka pod Żabią Czubą     | 2031                | 49°11′50″ s. š., 20°05′10″ v. d. |
|  | Žabia kopa                    | Żabia Czuba                    | 2080                | 49°11′55″ s. š., 20°05′13″ v. d. |
|  | Bielovodský Žabí priechod     | Żabi Przechód Białczański      | 1915                |                                  |
|  | Sedem Granátov                | Siedem Granatów                | 1915                | 49°12′03″ s. š., 20°05′15″ v. d. |

## Turistické trasy
V celém hřebeni nejsou v současné době žádné značené trasy, takže oblast je dle pravidel TANAPu pro turisty nepřístupná.